# Cystosaurus
Cystosaurus là một chi khủng long, được Geoffroy Saint-Hilaire mô tả khoa học năm 1833.